# Bracon meyeri
Bracon meyeri är en stekelart som beskrevs av Telenga 1936. Bracon meyeri ingår i släktet Bracon och familjen bracksteklar. Inga underarter finns listade.